# Piraeus (metropolitana di Atene)
Piraeus (in greco: Σταθμός Πειραιά) è una stazione della metropolitana di Atene, capolinea della linea 1. È stata inaugurata nel 1869.
Presso la stazione è in funzione il Museo della Linea 1 della metropolitana di Atene.